# Wabasso Beach
Wabasso Beach est une census-designated place du comté d'Indian River, dans l'État de Floride, aux États-Unis,. En 2020, elle compte une population de 2 194 habitants.
Depuis 1991, la plage de Wabasso Beach fait partie de la zone protégée Archie Carr National Wildlife Refuge pour sécuriser l'habitat naturel des tortues vertes et Caouannes qui pondent dans la zone.
La société 1715 Fleet-Queens Jewels LLC a découvert à plusieurs reprises au large de la plage des pièces du trésor de la flotte espagnole de 1715. En février 2020, un groupe de chasseurs de trésors découvrent dans les sables de la plage 22 pièces d'or provenant probablement du même trésor.
Après le passage de l'ouragan Ian fin septembre 2022, la plage ferme pendant deux mois le temps de réparer les dégats de la tempête.